# Umbonata spinosissima
Umbonata spinosissima (Tullgren, 1910) è un ragno appartenente alla famiglia Araneidae.
È l'unica specie nota del genere Umbonata.

## Etimologia
Il nome deriva dal latino tardo umbonatus, cioè provvisto di umbone, a sua volta proveniente dal latino umbo, umbonis, umbone, che indica delle sporgenze coniche o appuntite dell'opistosoma presenti in questi ragni.

## Distribuzione
La specie è stata rinvenuta in Tanzania.

## Tassonomia
Per la determinazione delle caratteristiche della specie tipo sono stati considerati gli esemplari di Mangora spinosissima (Tullgren, 1910).
Dal 1971 non sono stati esaminati altri esemplari, né sono state descritte sottospecie al 2014.